# Русификация Крыма
Русификация Крыма — комплекс мер, осуществлявшийся российскими, советскими властями, направленный на обрусение Крыма и его интеграцию в общероссийское культурное и языковое пространство. Русификация региона проходила в нескольких направлениях:
- Массовое переселение русских поселенцев из центральных и украинских областей в Крым, изменившее этническую и языковую картину региона;
- Депортацию народов, проживавших на этой территории до присоединения к России, в первую очередь крымских татар, а также других нацменьшинств (греки, армяне, немцы);
- Переименование названий местных населённых пунктов и природных объектов (Карасубазар → Белогорск и т. п.)

Русификация полуострова началась с присоединения Крыма Россией в 1783 году: в истории она проявлялась от меньших мер до депортации всех крымских татар из Крыма в 1944 году. За депортацией последовали меры по устранению следов присутствия крымских татар в Крыму, как и существование такого народа. Так, например крымскотатарские названия деревень были изменены на новые — славянские. Волны русских, украинских и белорусских поселенцев были отправлены в регион для закрепления демографического сдвига. Переселенцы были подвержены советской пропаганде, которая искусственно создавала отрицательное восприятие крымских татар и изображала их прямыми потомками монголов, не имеющих исторической связи с Крымом, не упоминая их в первую очередь половецкие, а также греческие, итальянские, готские и прочие корни.
Позднее крымские татары были реабилитированы как украинским, так и российским правительствами. Тем не менее, подавляющему большинству крымскотатарских деревень, получивших славянские названия после 1944 года, не были возвращены их первоначальные названия.